# Певческое поле (Киев)
Пе́вческое по́ле (укр. Співоче поле) в Киеве — площадка для концертных представлений в Печерском ландшафтном парке. Само понятие «певческое поле» означает открытое пространство, где проводятся концерты, фестивали. Ежегодно тут также проводятся выставки цветов.
От Печерского парка ступени ведут на Набережное шоссе. На поле растёт много зелени: трава, деревья, кустарники. На территории обустроены асфальтированные пешеходные дорожки. Певчее поле в Киеве уже давно служит для проведения культурно-массовых мероприятий, фестивалей, выставок, концертов. Каждое лето тут проводится фестиваль «Страна мечтаний».
До Певческого поля можно добраться с Набережного шоссе (вверх по ступеням) от остановки «Парк отдыха» 115 автобуса или от Киево-Печерской лавры с улицы Лаврской.